# Mammola
Mammola est une commune de la province de Reggio de Calabre, dans la région Calabre, en Italie.

## Histoire
- Le monastère Santa Barbara (Xe siècle).

## Fêtes
- Le 1er dimanche de septembre : fête de saint Nicodème, saint patron de Mammola. Les reliques sont dans une des chapelles de l'église-mère située dans le centre historique de la ville.
- 12 mars : commémoration de la mort de saint Nicodème (en 990). Messe puis procession dans les rues.
- 19 mars : fête de saint Josephe. Messe, procession, feux d'artifice dans le bas du village. En soirée, des bénévoles distribuent des pasta e cecci (des pâtes avec des pois chiches) aux gens présents sur la place située devant l'église de San Giuseppe, la plus petite des cinq églises.
- 9 août : Sagra dello Stocco
- 15 août : Festa della madonna della Montagna alla Limina. Messe, procession, feux d'artifice. Pendant toute la journée les autochtones viennent célébrer la madone. Ils se regroupent en famille et mangent ensemble.
- Fête des champignons (2 fois dans l'année)
- Fête de la ricotta affumicata
- Fête du sanglier
- Pendant la période estivale (juillet-août) : la Pro Loco (bureau culturel local) s'efforce d'offrir aux touristes un maximum de fêtes de grandes qualités.

## Administration
| Période                                  | Période  | Identité      | Étiquette             | Qualité |
| ---------------------------------------- | -------- | ------------- | --------------------- | ------- |
|                                          |          | Bruno Romeo   | Rinascita per Mammola |         |
| 30 mai 2006                              | En cours | Antonio Longo |                       |         |
| Les données manquantes sont à compléter. |          |               |                       |         |

### Hameaux
Canalo, Russo, Aspalmo, Chiusa, San Todaro, Santa Venere.

### Communes limitrophes
Agnana Calabra, Canolo, Cinquefrondi, Galatro, Giffone, Grotteria, San Giorgio Morgeto, Siderno, Gioiosa Jonica.

## Personnalités liées à la commune
- Vincent Cotroni dit Vic (1910-1984), considéré comme l'un des fondateurs de la mafia montréalaise ainsi que son chef incontesté pendant plus de trente ans, y est né.
- Nick Mancuso, acteur, est né à Via ferruccio, non loin de l'église-mère.

## Jumelages
- Saint-Clair-du-Rhône (France) depuis 2010.